# STI-skolen
STI-skolen er en erhvervsskole i Aasiaat på vestkysten af Grønland.
De tilbyder uddannelse indenfor:
1. Jern og metal
2. Byg og anlæg
3. Handel og kontor
4. Næringsmiddel og fiskeindustri
5. Helse og socialfag

Elevene får både teoretisk undervisning og erhvervspraksis, og de forskellige uddannelser tager fra 2- til 4-år.
De deler delvist lokaler med Piareersarfik.
| Skole | Spire Denne artikel om en skole, en uddannelsesinstitution eller uddannelse er en spire som bør udbygges. Du er velkommen til at hjælpe Wikipedia ved at udvide den. |

68°42′14″N 52°52′24″V / 68.7039°N 52.8734°V